# Митта-Митта (река)
Митта-Митта — река на юго-востоке Австралии, приток Муррея. Протекает по территории штата Виктория, по Викторианским Альпам.

## Этимология названия
Название реки происходит из языка местных аборигенов мита-модунга, обозначающее место, где растёт камыш.

## География

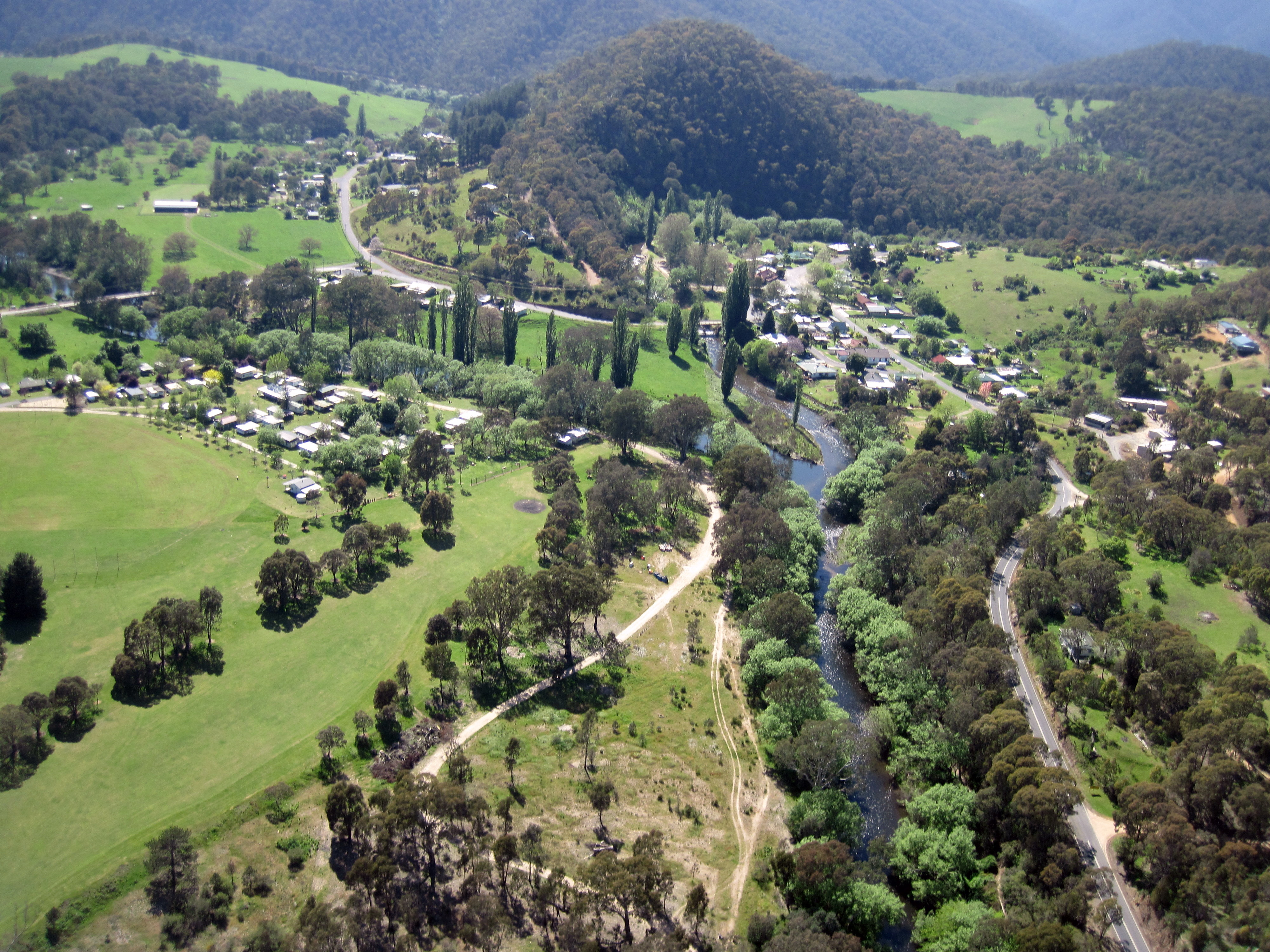
Город Митта-Митта на берегах одноимённой реки.

Река входит в бассейн Муррей — Дарлинг. Митта-Митта берёт своё начало у подножия горы Богонг, откуда текут её истоки — реки Кобунгра и Биг-Ривер, которые соединяются чуть южнее Энглерс-Рест. Воды Митта-Митта текут сначала на восток, а затем на север, вбирая в себя два с половиной десятка притоков, в том числе реку Дарт и впадая в конце концов в главную реку Австралии — Муррей недалеко от города Олбери.
Митта-Митта приносит в Муррей 10 % его вод, занимая всего 0,9 % площади бассейна Муррей — Дарлинг. Основные населённые пункты, стоящие на реке — Митта-Митта, Дартмут и Эскдейл.
Длина реки — 204 км.

## История открытия
На протяжении 21 000 лет в этих краях проживали австралийские аборигены. Берега Митта-Митта являются родиной племён тутуроа и яитматанг. Первыми европейцами, узнавшими о существовании этой реки, стали исследователи Хьюм и Хоувел, открывшие её в 1824 году. На берегу реки в 1835 году возник посёлок, ныне городок Митта-Митта, в котором с 1852 года начали добывать золото.

## Флора и фауна

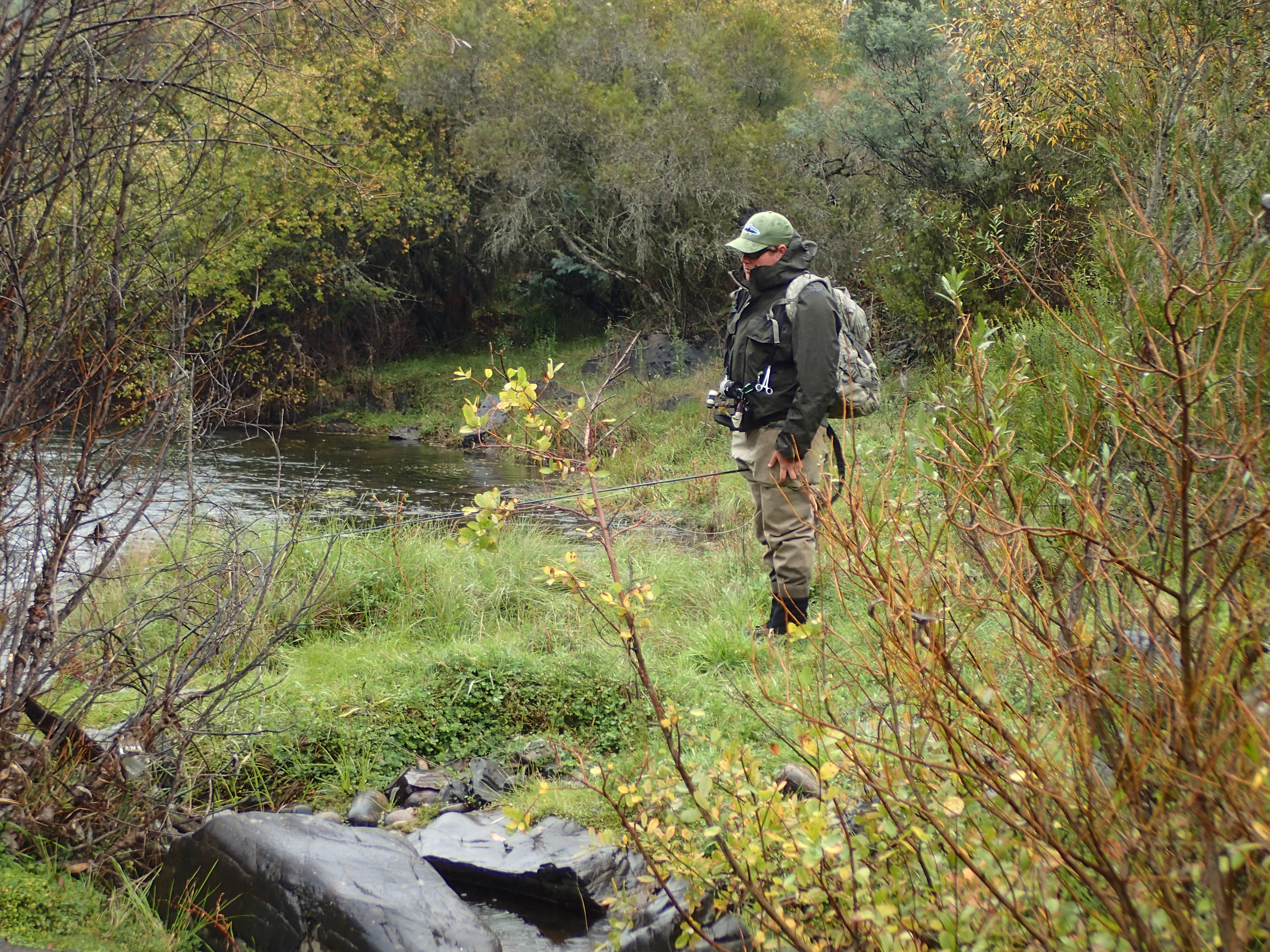
Рыбалка на берегу реки.

В низовьях реки обитают такие промысловые рыбы, как окунь, треска, золотой окунь и длиннорылая галаксия. Встречаются лягушки и ракообразные. На берегах в большом количестве произрастают камыши и кустарники.

## Хозяйственная деятельность человека
В 1934 и 1979 годах были сооружены плотины, что привело к запруживанию Митта-Митта и Муррея. Вторая из этих плотин имеет высоту 180 м — это 1-е место в Австралии по данному показателю.
Многие виды рыб в Митта-Митта служат объектом промысловой деятельности человека.
На реке есть множество порогов и перекатов, благодаря чему она популярна у любителей каякинга.